# 오다르메안체이주

오다르메안체이 주

오다르메안체이주(크메르어: ឧត្ដរមានជ័យ)는 캄보디아 북부에 위치한 주로, 태국과의 접경 지대에 위치하고 있으며, 시계 방향으로 태국의 부리람주, 수린주, 시사껫주와 접하고 있다. 주도는 삼라옹이며 인구는 185,443명(2008년 기준), 면적은 6,158km2, 인구밀도는 30.1명/km2이다.